# Corpus Aurelianum
El Corpus Aurelianum, también llamado Historia tripertita, es una recopilación de tres obras, fechada del 360 dC, que informan sobre la historia de la Roma antigua, recopiladas por un autor desconocido. Lleva el nombre del historiador romano Sexto Aurelius Victor por el hecho de que alguna de las obras que forman parte son de este autor. Las tres obras son:
- Origo gentis Romanae (Origen del pueblo de Roma) que contiene las leyendas sobre la historia prerromana y la fundación de Roma.[1]
- De viris illustribus urbis Romae, sobre personajes ilustres de Roma.[2]
- Liber de Caesaribus, sobre la historia de la Roma imperial.[3]

El Origo gentis Romanae llegó a nuestros días formando la primera parte del Corpus Aurelianum. Antiguamente se pensaba que el autor del Origo era Aurelio Víctor, pero actualmente se cree que sólo fue responsable de las otras dos partes del Corpus Aurelianum.
El corpus aún se conserva, en dos manuscritos medievales :
- P = Codex Pulmanni (o Codex Bruxellensis) de Dierick Poelmans (1511-1581 dC), manuscrito en papel, conservado en Bruselas, del siglo XV (Bibl. Reg. N. 9755-63, fol. 52-81)[4]
- O = Codex oxoniensis del cardenal Bessarion (aprox. 1400 a 1.472 d. C.), manuscrito en papel, conservado en Oxford, datado de 1450 d. C.[5]

Actualmente es desaparecido el tercer manuscrito:
- M = Codex Metelli de Johannes Metellus (aprox. 1510/98)[6]

Los manuscritos P y O del Corpus Aurelianum se remontan a una plantilla común, pero se duda si figuraban también al Codex Metelli.